# 桶頭 (地名)
桶頭，是台灣南投縣竹山鎮的一個傳統地域名稱，位於該鎮西南部。相較於今日行政區，其範圍大致包括桶頭里、瑞竹里西南部。

## 歷史
台灣清治末期至日治初期，桶頭地區為一街庄，稱為「桶頭庄」，隸屬於鯉魚頭堡。該庄北部西側與鯉魚尾庄為鄰，北部東側及東部與勞水坑庄為鄰，南部為樟湖庄，西部為溪邊厝庄、高林仔頭庄。
1901年（日治明治三十四年）11月，全台廢縣廳改設二十廳，該庄隸屬於斗六廳。1903年（明治三十六年）6月，該庄編入「勞水坑區」，隸屬於南投廳。1909年（明治四十二年）10月，合併二十廳為十二廳，勞水坑區改隸屬於南投廳。1920年（大正九年），全台地方制度大改正，廢十二廳改設五州二廳，該庄改制為「桶頭」大字，隸屬於臺中州竹山郡竹山庄。1931年，竹山庄升格為竹山街。
戰後竹山街改制為竹山鎮，隸屬於臺中縣，大字亦改制為里。1950年10月，中、彰、投分治，竹山鎮改隸屬南投縣。

## 聚落
本地區發展較早的聚落有桶頭、內藔、過溪（過橋）、檳榔宅等，在日治期初期的官方地圖上已有記載。此外，本地區尚有炭窯、桶頭尾、刈菜園、倒踏坑、楓樹林、小旗仔等聚落。

## 交通
縣道149號（鯉南路、內寮林道）是竹山至梅山的道路，大致以北北東—南南西走向由桶頭地區北部邊界入境後，轉縱向蜿蜒而行，經縣道158甲線終點路口後續行，至縣道149乙線起點路口轉西南蜿蜒進入山區，至本地區南部邊界西側凹入地帶的縣道149甲線路口轉西南與其共線並出境。由該道路向北北東轉北可前往勞水坑、山坪頂西部、福興、下崁東南部、竹圍子並止於省道台3線路口；向西南轉南南西可前往樟湖，分線獨行後可前往苦苓腳、大湖底、小梅（梅山）並止於省道台3線另一路口。
縣道149甲線是斗六至太和的道路，大致以西南—東北走向與縣道158甲線共線由本地區西部邊界中央偏南處入境後，旋即轉東獨自蜿蜒而行，至本地區南部邊界西側凹入地帶的縣道149號路口，轉西南與其共線並出境。由該道路西端向西南轉南經髮夾彎後轉西北可前往高厝林子頭，獨行後可前往溪邊厝、菜公與林子頭交界地帶、林子頭並止於省道台3線路口；由東端向西南轉南南西可前往樟湖、草嶺、柯子林地區的太和並止於縣道169號路口；但樟湖境內部分路段目前無法通行。
縣道149乙線（小旗草嶺道路）是內寮至外湖的道路，其北側端點位於本地區中央地帶清水溪西岸的縣道149號路口。由此向南轉西南經清水溪瑞草橋後，轉南進行山區蜿蜒而行，出境後轉東南再轉東可前往樟湖地區的外湖並止於縣道149甲線路口。
縣道158甲線是崙子頂至桶頭的道路，其東側端點位於本地區中央偏北的縣道149號路口。由此向西進入山區蜿蜒而行，其後轉西南至位於本地區西部邊界中央偏南的縣道149甲線路口，續行與其共線並出境後，轉南經髮夾彎後轉西北於高厝林子頭轉西南獨行可前往、古坑、斗南、土庫、褒忠、東勢北部、台西等地。

## 學校
- 桶頭國小